# Thelonious Monk: Straight, No Chaser
Pour les articles homonymes, voir Straight, No Chaser.
Pour plus de détails, voir Fiche technique et Distribution.
Thelonious Monk: Straight, No Chaser est un film documentaire de Charlotte Zwerin, produit par Clint Eastwood, sorti en 1988. Ce documentaire retrace la vie du jazzman Thelonious Monk.
Le montage est réalisé à partir de séquences enregistrées à l'occasion d'une tournée ayant eu lieu en 1968.

## Fiche technique
- Date de sortie
  - États-Unis : 1er octobre 1989
  - France : 31 octobre 1990